# Ділан Ван
Ван Хеді, також відомий як Ділан Ван (кит. трад. 王鶴棣, спр. 王鹤棣, піньїнь: Wáng Hè Dì, акад. Ван Хе Ді; нар. 20 грудня 1998) — китайський актор, співак та баскетболіст. Найбільш відомий своєю дебютною роллю Даомін Си в телесеріалі 2018 року «Сад метеорів», яка принесла йому міжнародну популярність. У 2022 році здобув подальше визнання за роль Дунфана Цінцана в фентезійному серіалі «Кохання феї та диявола». Також з'явився у кількох інших серіалах, таких як «Безмежна любов».

## Молодість і освіта
Ділан народився 20 грудня 1998 року в Лешань, Сичуань, провінція Китаю. Він був бортпровідником 16-го рівня та моделлю для плакатів, що рекламували вступу до Сичуанського південно-західного коледжу цивільної авіації. Також він став професійним представником іміджу бортпровідників, до того як дебютував в шоу-бізнесі. Незважаючи на те, що Ділану Вану ніколи не подобалася ідея літати, він прагнув до неї протягом більшої частини свого раннього життя.

## Життя і кар'єра

### 2016—2017: Початок
У 2016 році Ділан виграв загальну першість на «Червоному фестивалі Сичуанського кампусу» (四川校园红人盛典), церемонії, що була спонсорована кількома університетами та коледжами, і офіційно увійшов до індустрії розваг.
У червні 2017 року Ділан взяв участь у вар'єте-шоу «Супер Айдол» від Youku, яку вів Хе Цзюн, і став остаточним переможцем у ній.

### 2018–сьогодні: Набирання популярності
Ділан прославився своєю першою головною роллю Даомін Си в телесеріалі 2018 року «Сад метеорів», ремейку популярного тайванського драматичного серіалу «Сад метеорів» за мотивами японської шьоджьо манги «Хлопці кращі за квіти (яп. 花より男子, Хана Йорі Данґо)» автора Йоко Каміо.
У 2018 році було оголошено, що Ділан є одним із гостей у вар'єте-шоу з музичним виступом під назвою «Місто Фанта» зі своїми колегами з серіалі «Сад метеорів». У жовтні він приєднався до другого сезону вар'єте-шоу «Таверня 2» від Hunan TV зі своїм колегою Шень Юе з серіалу «Сад метеорів».
У січні 2019 року було оголошено, що Ділана обрано на головну чоловічу роль у другому сезоні фентезійного серіалу «Кожна ніч». Прем'єра серіалу відбулася в січні 2020 року. У червні 2019 року було оголошено, що Ділана візьме участь у молодіжному революційному серіалі «Наш південно-західний загальний університет».
У грудні 2020 року було оголошено, що Ділан Ван зіграє головну чоловічу роль у майбутньому фентезійному костюмованому серіалі «Кохання феї та диявола» разом з Естер Юй. У ньому Ділан грає роль Дунфана Цінцана, безсердечного лорда демонів трьох царств, який спочатку планує пожертвувати душею Сяо Ланьхуа/Маленької Орхідеї (її грає Юй Шусінь), але в кінцевому підсумку закохується в неї.
У 2021 році він зіграв головну чоловічу роль у романтичному офісному серіалі «Раціональне життя» разом із Цінь Лань, де він грає Ці Сяо, молодого помічника, та історично-фентезійному романтичному серіалі «Пані Дракон» із Чжу Сюйдань, де він грає Юйчи Лун'яня, Короля Драконів. Того ж року було оголошено, що він зіграє головну чоловічу роль в історично-романтичному серіалі «Заборонене кохання», де він грає євнуха, а також у сучасному комедійному серіалі «Ніколи не здавайся», де мав зіграти разом з Чень Юйці в обох серіалах.
У березні 2021 року, як і більшість китайських знаменитостей, він публічно висловив свою підтримку бавовні із Сіньцзяну через соціальні мережі після того, як кілька компаній оголосили, що вони припинили закуповувати бавовну з регіону через побоювання, що уйгурів примушують її виробляти.

## Інші види діяльності
У листопаді 2018 року Ділан виступив молодіжним послом на Le Tour De France Skoda Shanghai Criterium на південній площі Музею мистецтв Китаю.
У вересні 2019 року Ділан брав участь у Баскетбольній грі знаменитостей «Супер пінгвін», організованому в Шанхайському східному спортивному центрі. Ділан був частиною червоної команди, яка виграла гру з результатом 56–45 очок.

## Фільмографія

### Фільми
| Рік  | Українська назва              | Китайська назва | Роль                  | Прим.  |
| ---- | ----------------------------- | --------------- | --------------------- | ------ |
| 2023 | «Поглянь вгору і побач щастя» | 抬头见喜        | Ґо Веньхань / Ґо Цзай | [ 22 ] |
| 2025 | «Я мріяв про мрію»            | 青春梦          | Діді                  | [ 23 ] |
| 2025 | «Крізь терни до зірок»        | 星河入梦        | Сюй Тяньбяо           | [ 24 ] |

### Телесеріали
| Рік          | Українська назва                              | Китайська назва | Роль                              | Мережа            | Замітки/Примітки |
| ------------ | --------------------------------------------- | --------------- | --------------------------------- | ----------------- | ---------------- |
| 2018         | «Сад метеорів»                                | 流星花园        | Даомін Си                         | Hunan TV          | [ 10 ]           |
| 2020         | «Кожна ніч 2»                                 | 将夜2           | Нін Цюе                           | Tencent           | [ 14 ] [ 25 ]    |
| 2021         | «Раціональне життя»                           | 理智派生活      | Ці Сяо                            | Hunan TV          | [ 26 ]           |
| 2021         | «Пані Дракон»                                 | 遇龙            | Юйчи Лун'янь / Лун Юйчи / Лун Янь | Tencent           | [ 27 ]           |
| 2022         | «Кохання феї та диявола»                      | 苍兰诀          | Дунфан Цінцан                     | iQIYI             | [ 28 ]           |
| 2022         | «Заборонене кохання»                          | 浮图缘          | Сяо До                            | iQIYI             | [ 17 ]           |
| 2023         | «Ніколи не здавайся»                          | 今日宜加油      | Бай Машуай                        | iQIYI             | [ 29 ]           |
| 2023         | «Наш південно-західний загальний університет» | 战火中的青春    | Чен Цзяшу                         | Jiangsu TV        | [ 16 ]           |
| 2023         | «Задля кохання»                               | 以爱为营        | Ши Янь                            | Hunan TV Mango TV | [ 30 ]           |
| 2024         | «Охоронці Дафену»                             | 大奉打更人      | Сюй Ці'ань                        | Tencent           | [ 31 ]           |
| В очікуванні | «Світло до ночі»                              | 黑夜告白        | Жань Фансюй                       | Youku             | [ 32 ]           |
| В очікуванні | «Живи довго та процвітай»                     | 咸鱼飞升        | Сун Цяньцзі                       | Hunan TV Mango TV | [ 33 ] [ 34 ]    |

### Вар'єте
| Рік          | Українська назва                        | Китайська назва    | Роль                        | Мережа               | Замітки/Примітки      |
| ------------ | --------------------------------------- | ------------------ | --------------------------- | -------------------- | --------------------- |
| 2017         | «Супер Айдол»                           | 超次元偶像         | Конкурсант                  | Youku                | Остаточний переможець |
| 2018         | «Місто Фанта»                           | 幻乐之城           | Гість разом із F4 і Шень Юе | Hunan TV             | Музичне шоу           |
| 2018         | «Таверня 2»                             | 亲爱的客栈2        | Учасник акторського складу  | Hunan TV             | [ 13 ]                |
| 2018         | «Веселий табір»                         | 快乐大本营         | Гість разом із F4 і Шень Юе | Hunan TV             |                       |
| 2018         | «День день верх»                        | 天天向上           | Гість разом із F4 і Шень Юе | Hunan TV             |                       |
| 2019         | «Ігри „Супер Нова“ 2»                   | 超新星全运会第二届 | Постійний учасник           | iQiyi                | [ 20 ]                |
| 2019         | «Ліга „Супер пінгвінів“ 2019»           | 超级企鹅联盟2019   | Постійний учасник           | Tencent              |                       |
| 2019         | «Китайський ресторан 3»                 | 中餐厅3            | Гість                       |                      |                       |
| 2020         | «Гей! Що ви робите?»                    | 嘿！你在干嘛呢？   | Гість                       | Mango TV             |                       |
| 2020         | «Непереборний»                          | 元气满满的哥哥     | Учасник акторського складу  | Hunan TV             | [ 35 ]                |
| 2020         | «Літнє місце»                           | 我在颐和园等你     | Учасник акторського складу  | Beijing Satellite TV |                       |
| 2020         | «Ліга „Супер пінгвінів“ 2020»           | 超级企鹅联盟2020   | Постійний учасник           | Tencent              |                       |
| 2022         | «Привіт, субото» (раніше Веселий табір) | 你好星期六         | Ведучий                     | Hunan TV             |                       |
| 2022         | «Дивокраї 2»                            | 五十公里桃花塢2    | Учасник акторського складу  | Tencent              |                       |
| 2022         | «Продовжуйте бігти: Сезон 10»           | 奔跑吧10           | Гість                       | ZJTV                 |                       |
| 2022         | «Цюань Лі Ї Фу Де Сін Дун Пай»          | 全力以赴的行动派   | Учасник акторського складу  | Douyin               |                       |
| В очікуванні | «Давай»                                 | 来吧比个耶         | Учасник акторського складу  | Youku                |                       |

## Дискографія
| Рік  | Англійська назва                    | Китайська назва | Альбом                          | Примітки/Посил.                                 |
| ---- | ----------------------------------- | --------------- | ------------------------------- | ----------------------------------------------- |
| 2017 | «We Are Dreamers»                   | —               | «Super Idol OST»                |                                                 |
| 2018 | «For You»                           | —               | «Meteor Garden OST»             | з Дарреном Ченьом, Цезарем У та Коннором Леоном |
| 2018 | «Creating Memories»                 | 创造回忆        | «Meteor Garden OST»             | з Дарреном Ченьом, Цезарем У та Коннором Леоном |
| 2018 | «Never Would've Thought of»         | 从来没想到      | «Meteor Garden OST»             | з Дарреном Ченьом, Цезарем У та Коннором Леоном |
| 2018 | «Extremely Important»               | 非同小可        | «Meteor Garden OST»             |                                                 |
| 2018 | «Don't Even Have to Think About it» | 想都不用想      | «Meteor Garden OST»             | [ 36 ]                                          |
| 2019 | «Magical Chinese Character»         | 神奇的汉字      | «Magical Chinese Character OST» |                                                 |
| 2019 | «Miss Me»                           | —               | Без альбому                     | [ 37 ]                                          |
| 2020 | «No Resentment»                     | 不怨            | «Ever Night 2 OST»              | з Сун Їжень                                     |
| 2021 | «Understand»                        | 懂              | «The Rational Life OST»         | з Цінь Лань                                     |
| 2022 | Н/Д                                 | 想和你          | «Кохання феї та диявола OST»    | з Юй Шусінь                                     |

## Нагороди та номінації
| Рік  | Нагорода                                   | Категорія                                        | Робота | Результат | Примітки |
| ---- | ------------------------------------------ | ------------------------------------------------ | ------ | --------- | -------- |
| 2019 | Золота премія Data Entertainment 2018—2019 | Найвпливовіший новачок року у телевізійній драмі | Н/Д    | Перемога  | [ 38 ]   |